# زمین‌لرزه ۱۹۶۸ ترکیه
زمین‌لرزه ترکیه  در تاریخ ۳ سپتامبر ۱۹۶۸ میلادی، برابر با ‎۱۲ شهریور ۱۳۴۷، ساعت ۸:۱۹:۵۳ به زمان یوتی‌سی در ترکیه رخ داد. ژرفای این زلزله ۳٫۵ کیلومتر بود. بزرگی آن ۵٫۷ در مقیاس mb اعلام شده‌است. زمین‌لرزه به وقت محلی در روز سه‌شنبه، ساعت ۱۰ روی داده و منطقه زمانی آن یوتی‌سی +۲ بوده‌است (با لحاظ تغییر ساعت تابستانی).
سازمان زمین‌شناسی آمریکا نیز جای این زمین‌لرزه را در مختصات ۴۱°۴۸′شمالی ۳۲°۱۸′شرقی / ۴۱٫۸°شمالی ۳۲٫۳°شرقی و بزرگی آنرا برابر با ۶٫۶ در مقیاس ریشتر اعلام کرده‌است. ژرفای گزارش شده از سوی این سازمان ۳۸ کیلومتر می‌باشد.
شمار کشتگان زلزله حدود ۲۵ نفر بوده‌است.تعداد زخمیان ۲۰۰ نفر برآورده شده‌است.سونامی نیز در این زلزله گزارش شده‌است.